# ブリーダーズカップ・ジュヴェナイル
ブリーダーズカップ・ジュヴェナイル（Breeders' Cup Juvenile）とは1984年に創設されたアメリカ競馬の祭典であるブリーダーズカップ・ワールド・サラブレッド・チャンピオンシップで行われる2歳の牡馬・騸（せん）馬限定の競走である。
日本ではBCジュヴェナイル（ビーシージュヴェナイル）と簡略化される事が多い。
アメリカ競馬の翌年のクラシック競走を目指す登竜門の1競走で、アメリカの2歳馬にとって最も価値のあるレースである。またヨーロッパからの参戦馬もあり、過去に4頭が優勝を果たしている。
このレースの優勝馬から三冠競走の勝ち馬が出ることは大変少なく、有力馬や期待馬が狙わないケースがある。1994年のティンバーカントリーが最初にプリークネスステークスを勝ったが、以後2006年のストリートセンス、2016年のナイキストがケンタッキーダービーを、2020年のエッセンシャルクオリティがベルモントステークスを制したに留まっている。

## 歴史
- 1984年 創設。
- 1991年 フランス調教馬のArazi（アラジ）が欧州管理調教馬として初優勝。
- 1997年 1番人気Favorite Trick（フェイヴァリットトリック）が無敗の8連勝で優勝。
- 2001年 アイルランド調教馬のJohannesburg（ヨハネスブルグ）が優勝。
- 2004年 イギリス調教馬のWilko（ウィルコ）が優勝。
- 2009年 イギリス調教馬のVale of York（ヴェールオブヨーク）が優勝。

### 開催競馬場
| 回数   | 開催競馬場                   | 施行距離   |
| ------ | ---------------------------- | ---------- |
| 第1回  | ハリウッドパーク競馬場       | ダート8f   |
| 第2回  | アケダクト競馬場             | ダート8f   |
| 第3回  | サンタアニタパーク競馬場     | ダート8.5f |
| 第4回  | ハリウッドパーク競馬場       | ダート8f   |
| 第5回  | チャーチルダウンズ競馬場     | ダート8.5f |
| 第6回  | ガルフストリームパーク競馬場 | ダート8.5f |
| 第7回  | ベルモントパーク競馬場       | ダート8.5f |
| 第8回  | チャーチルダウンズ競馬場     | ダート8.5f |
| 第9回  | ガルフストリームパーク競馬場 | ダート8.5f |
| 第10回 | サンタアニタパーク競馬場     | ダート8.5f |
| 第11回 | チャーチルダウンズ競馬場     | ダート8.5f |
| 第12回 | ベルモントパーク競馬場       | ダート8.5f |
| 第13回 | ウッドバイン競馬場           | ダート8.5f |
| 第14回 | ハリウッドパーク競馬場       | ダート8.5f |
| 第15回 | チャーチルダウンズ競馬場     | ダート8.5f |
| 第16回 | ガルフストリームパーク競馬場 | ダート8.5f |
| 第17回 | チャーチルダウンズ競馬場     | ダート8.5f |
| 第18回 | ベルモントパーク競馬場       | ダート8.5f |
| 第19回 | アーリントンパーク競馬場     | ダート8.5f |
| 第20回 | サンタアニタパーク競馬場     | ダート8.5f |
| 第21回 | ローンスターパーク競馬場     | ダート8.5f |
| 第22回 | ベルモントパーク競馬場       | ダート8.5f |
| 第23回 | チャーチルダウンズ競馬場     | ダート8.5f |
| 第24回 | モンマスパーク競馬場         | ダート8.5f |
| 第25回 | サンタアニタパーク競馬場     | AW8.5f     |
| 第26回 | サンタアニタパーク競馬場     | AW8.5f     |
| 第27回 | チャーチルダウンズ競馬場     | ダート8.5f |
| 第28回 | チャーチルダウンズ競馬場     | ダート8.5f |
| 第29回 | サンタアニタパーク競馬場     | ダート8.5f |
| 第30回 | サンタアニタパーク競馬場     | ダート8.5f |
| 第31回 | サンタアニタパーク競馬場     | ダート8.5f |
| 第32回 | キーンランド競馬場           | ダート8.5f |
| 第33回 | サンタアニタパーク競馬場     | ダート8.5f |
| 第34回 | デルマー競馬場               | ダート8.5f |
| 第35回 | チャーチルダウンズ競馬場     | ダート8.5f |
| 第36回 | サンタアニタパーク競馬場     | ダート8.5f |
| 第37回 | キーンランド競馬場           | ダート8.5f |
| 第38回 | デルマー競馬場               | ダート8.5f |
| 第39回 | キーンランド競馬場           | ダート8.5f |
| 第40回 | サンタアニタパーク競馬場     | ダート8.5f |
| 第41回 | デルマー競馬場               | ダート8.5f |
| 第42回 | デルマー競馬場               | ダート8.5f |

### 歴代優勝馬
| 回数   | 施行日         | 調教国・優勝馬    | 日本語読み                   | 性齢 | タイム   | 優勝騎手         | 管理調教師           |
| ------ | -------------- | ----------------- | ---------------------------- | ---- | -------- | ---------------- | -------------------- |
| 第1回  | 1984年11月10日 | Chief's Crown     | チーフズクラウン             | 牡2  | 1:36 1/5 | D.マクベス       | R.ローリン           |
| 第2回  | 1985年11月2日  | Tasso             | タッソー                     | 牡2  | 1:36 1/5 | L.ピンカイ Jr.   | N.ドライスデール     |
| 第3回  | 1986年11月1日  | Capote            | カポウティ                   | 牡2  | 1:43 4/5 | L.ピンカイ Jr.   | D.ルーカス           |
| 第4回  | 1987年11月21日 | Success Express   | サクセスエクスプレス         | 牡2  | 1:35 1/5 | J.サントス       | D.ルーカス           |
| 第5回  | 1988年11月5日  | Is It True        | イズイットトゥルー           | 牡2  | 1:46 3/5 | L.ピンカイ Jr.   | D.ルーカス           |
| 第6回  | 1989年11月4日  | Rhythm            | リズム                       | 牡2  | 1:43 3/5 | C.ペレ           | C.マゴーヒー         |
| 第7回  | 1990年10月27日 | Fly So Free       | フライソーフリー             | 牡2  | 1:43 2/5 | J.サントス       | F.シュルホファー     |
| 第8回  | 1991年11月2日  | Arazi             | アラジ                       | 牡2  | 1:44.78  | P.ヴァレンズエラ | F.ブータン           |
| 第9回  | 1992年10月31日 | Gilded Time       | ギルデッドタイム             | 牡2  | 1:43.43  | C.マッキャロン   | D.ヴィエナ           |
| 第10回 | 1993年11月6日  | Brocco            | ブロッコ                     | 牡2  | 1:42.99  | G.スティーヴンス | R.ウィニック         |
| 第11回 | 1994年11月5日  | Timber Country    | ティンバーカントリー         | 牡2  | 1:44.55  | P.デイ           | D.ルーカス           |
| 第12回 | 1995年10月28日 | Unbridled's Song  | アンブライドルズソング       | 牡2  | 1:41.60  | M.スミス         | J.ライアーソン       |
| 第13回 | 1996年10月26日 | Boston Harbor     | ボストンハーバー             | 牡2  | 1:43.40  | J.ベイリー       | D.ルーカス           |
| 第14回 | 1997年11月8日  | Favorite Trick    | フェイヴァリットトリック     | 牡2  | 1:41.47  | P.デイ           | P.バーン             |
| 第15回 | 1998年11月7日  | Answer Lively     | アンサーライヴリー           | 牡2  | 1:44.00  | J.ベイリー       | B.バーネット         |
| 第16回 | 1999年11月6日  | Anees             | アニーズ                     | 牡2  | 1:42.29  | G.スティーヴンス | A.ハッシンジャー Jr. |
| 第17回 | 2000年11月4日  | Macho Uno         | マッチョウノ                 | 牡2  | 1:42.05  | J.ベイリー       | J.オルセノ           |
| 第18回 | 2001年10月27日 | Johannesburg      | ヨハネスブルグ               | 牡2  | 1:42.27  | M.キネーン       | A.オブライエン       |
| 第19回 | 2002年10月26日 | Vindication       | ヴィンディケーション         | 牡2  | 1:49.61  | M.スミス         | B.バファート         |
| 第20回 | 2003年10月25日 | Action This Day   | アクションディスデイ         | 牡2  | 1:43.62  | D.フローレス     | R.マンデラ           |
| 第21回 | 2004年10月30日 | Wilko             | ウィルコ                     | 牡2  | 1:42.09  | L.デットーリ     | J.ノセダ             |
| 第22回 | 2005年10月29日 | Stevie Wonderboy  | スティーヴィーワンダーボーイ | 牡2  | 1:41.64  | G.ゴメス         | D.オニール           |
| 第23回 | 2006年11月4日  | Street Sense      | ストリートセンス             | 牡2  | 1:42:59  | C.ボレル         | C.ナフツガー         |
| 第24回 | 2007年10月27日 | War Pass          | ウォーパス                   | 牡2  | 1:42.76  | C.ヴェラスケス   | N.ジトー             |
| 第25回 | 2008年10月25日 | Midshipman        | ミッドシップマン             | 牡2  | 1:40.94  | G.ゴメス         | B.バファート         |
| 第26回 | 2009年11月7日  | Vale of York      | ヴェールオブヨーク           | 牡2  | 1:43.48  | A.アユテビ       | S.ビン・スルール     |
| 第27回 | 2010年11月6日  | Uncle Mo          | アンクルモー                 | 牡2  | 1:42.60  | J.ヴェラスケス   | T.プレッチャー       |
| 第28回 | 2011年11月5日  | Hansen            | ハンセン                     | 牡2  | 1:44.44  | R.ドミンゲス     | M.メイカー           |
| 第29回 | 2012年11月3日  | Shanghai Bobby    | シャンハイボビー             | 牡2  | 1:44.58  | R.ナプラヴニク   | T.プレッチャー       |
| 第30回 | 2013年11月2日  | New Year's Day    | ニューイヤーズデイ           | 牡2  | 1:43.52  | M.ガルシア       | B.バファート         |
| 第31回 | 2014年11月1日  | Texas Red         | テキサスレッド               | 牡2  | 1:41.91  | K.デザーモ       | J.デザーモ           |
| 第32回 | 2015年10月31日 | Nyquist           | ナイキスト                   | 牡2  | 1:43.79  | M.グティエレス   | D.オニール           |
| 第33回 | 2016年11月5日  | Classic Empire    | クラシックエンパイア         | 牡2  | 1:42.60  | J.ルパルー       | M.カッセ             |
| 第34回 | 2017年11月4日  | Good Magic        | グッドマジック               | 牡2  | 1:43.34  | J.オルティス     | C.ブラウン           |
| 第35回 | 2018年11月2日  | Game Winner       | ゲームウィナー               | 牡2  | 1:43.67  | J.ロサリオ       | B.バファート         |
| 第36回 | 2019年11月1日  | Storm the Court   | ストームザコート             | 牡2  | 1:44.93  | F.プラ           | P.ユートン           |
| 第37回 | 2020年11月6日  | Essential Quality | エッセンシャルクオリティ     | 牡2  | 1:42.09  | L.サエズ         | B.コックス           |
| 第38回 | 2021年11月5日  | Corniche          | コーニッシュ                 | 牡2  | 1:42.50  | M.スミス         | B.バファート         |
| 第39回 | 2022年11月4日  | Forte             | フォルテ                     | 牡2  | 1:43.06  | I.オルティス Jr. | T.プレッチャー       |
| 第40回 | 2023年11月3日  | Fierceness        | フィアースネス               | 牡2  | 1:41.90  | J.ヴェラスケス   | T.プレッチャー       |
| 第41回 | 2024年11月1日  | Citizen Bull      | シチズンブル                 | 牡2  | 1:43.07  | M.ガルシア       | B.バファート         |